# Menamaty Iloto
Menamaty Iloto is een plaats en gemeente in Madagaskar in het district Ihosy, gelegen in de regio Ihorombe. Een volkstelling in 2001 telde het inwonersaantal op 5128 inwoners.
De plaats biedt enkel lager onderwijs aan. 15% van de bevolking werkt als landbouwer en 85% leeft van de veeteelt. Het belangrijkste landbouwproduct is rijst, andere belangrijke producten zijn pinda's en cassave.